# 2017 في إسرائيل
فيما يلي قوائم الأحداث التي وقعت خلال عام 2017 في إسرائيل.

## أحداث

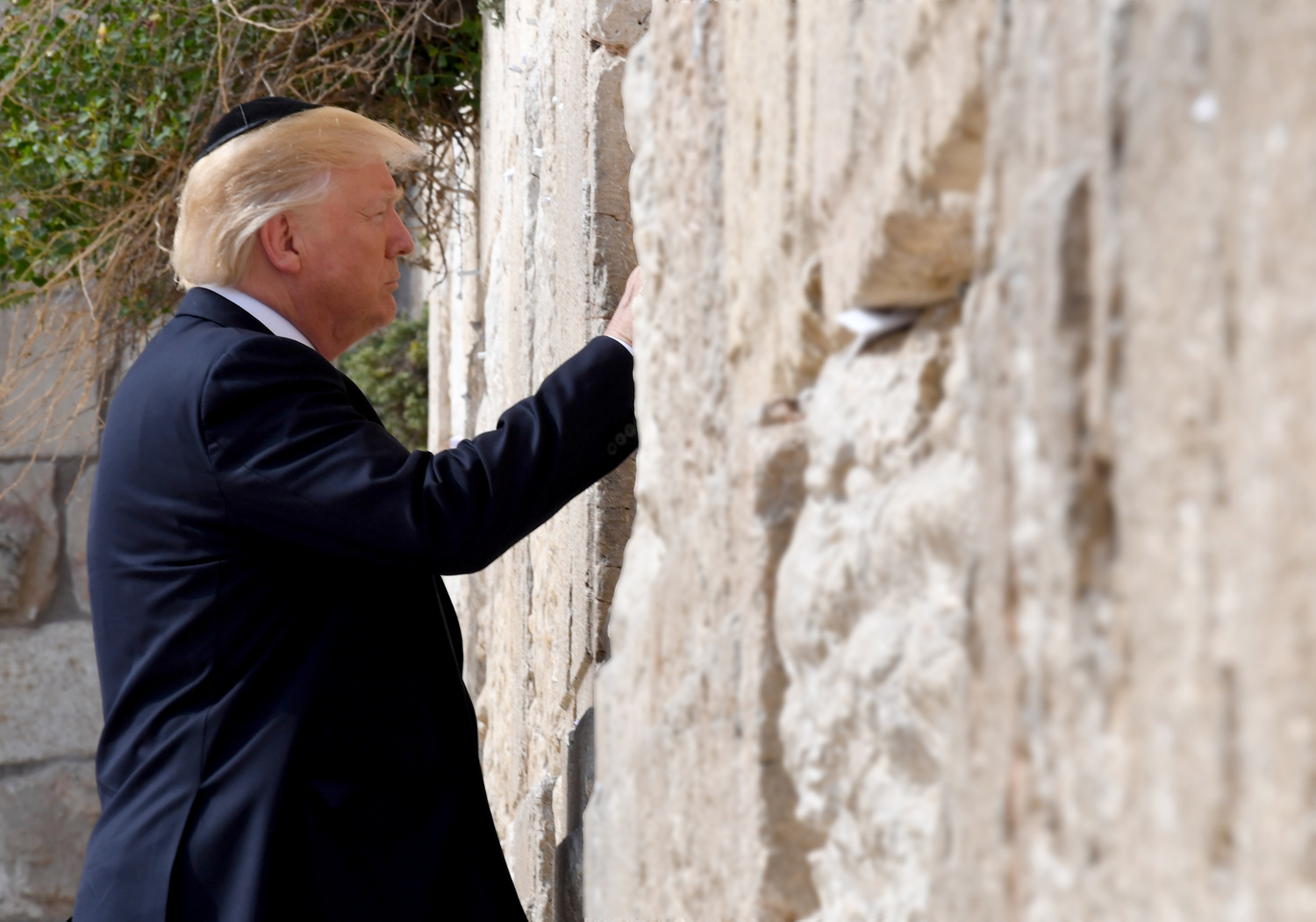
الرئيس الأمريكي دونالد ترامب يصلي عند الحائط الغربي خلال زيارته الرئاسية لإسرائيل في مايو 2017.

- 8 يناير – هجوم القدس 2017
- 1 يناير – أزمة المسجد الأقصى 2017

## سياسة

### تعيين في المنصب
- 15 مارس – اورلي ليفي عضو الكنيست [الإنجليزية]‏.
- 21 مارس – جمعة الزبارقة عضو الكنيست [الإنجليزية]‏.
- 28 مايو – أيوب قرا وزير الاتصالات الإسرائيلي  [لغات أخرى]‏.
- 11 أغسطس – سعيد الخرومي عضو الكنيست [الإنجليزية]‏.

### انتهاء فترة المنصب
- 1 يناير – سليم جبران قاضي المحكمة العليا في إسرائيل ‏.
- 21 فبراير – بنيامين نتانياهو وزير الاتصالات الإسرائيلي  [لغات أخرى]‏.
- 15 مارس – اورلي ليفي عضو الكنيست [الإنجليزية]‏.
- 21 مارس – باسل غطاس عضو الكنيست [الإنجليزية]‏.
- 11 أغسطس – عبد الله أبو معروف عضو الكنيست [الإنجليزية]‏.
- 19 سبتمبر – يغئال غويطة عضو الكنيست [الإنجليزية]‏.
- 20 سبتمبر – أسامة السعدي عضو الكنيست [الإنجليزية]‏.
- 3 أكتوبر – مانويل ترايتنبيرغ عضو الكنيست [الإنجليزية]‏.
- 6 أكتوبر – إيريل مرجاليت عضو الكنيست [الإنجليزية]‏.
- 22 أكتوبر – زهافا غال-أون عضو الكنيست [الإنجليزية]‏.

## وفيات

### يناير
- 1 يناير – يعقوب نئمان (مواليد 1939) سياسي إسرائيلي.
- 22 يناير – موشيه جرشوني (مواليد 1936) رسام إسرائيلي.[1]

### مايو
- 12 مايو – أموتز زهافي (مواليد 1928)[2]

### أغسطس
- 7 أغسطس – فلاديمير تماري (مواليد 1942) فنان فلسطيني.

### ديسمبر
- 4 ديسمبر – عبد المحسن القطان (مواليد 1929) رجل أعمال وسياسي فلسطيني.[3]
- 17 ديسمبر – إدمون شحادة (مواليد 1933) شاعر وأديب فلسطيني.
- 28 ديسمبر – رونيت ماتالون (مواليد 1959) كاتبة إسرائيلية.[4]